# 弗林德斯·皮特里
威廉·马修·弗林德斯·皮特里爵士，FRS，FBA，（Sir William Matthew Flinders Petrie，1853年6月3日—1942年7月28日），英国埃及学家，在考古学和文物保存方面首创了成体系的方法。他和他的妻子希尔达发掘了许多众多文物，其中包括麦伦普塔赫石碑。他一生出版了97本书，也为《大英百科全书》编写过条目。

## 生平
他出生于英国肯特郡查尔顿马里恩路（Maryon Road）。父亲威廉·皮特里（1821–1908）是一名工程师，也是虔诚的普利茅斯教友会成员，母亲安（1812–1892）是馬修·福林達斯的女儿。
他在八岁的时候开始学习法语、拉丁语和希腊语。但是他身体并不好，因此基本没有去过学校。虽然后来当上了伦敦大学学院的埃及考古学和文献学爱德华兹教授（Edwards Professor of Egyptian Archaeology and Philology），但他实际並沒有接受过正式的教育。他在考古发掘过程中搜集了许多文物，1913年卖给伦敦大学学院，现藏于皮特里埃及考古博物馆。他退休后定居耶路撒冷直至去世。